# 三寶感應要略錄
三寶感應要略錄是中文古典典籍，為遼朝非濁的著作，共三卷。
三寶感應要略錄中收錄了164例有關佛像、佛塔、佛經、舍利等感應故事，是傳播佛教信仰與修行的一部重要著作，具有保存至遼代為止，歷代佛教感應故事文集的文獻典籍。 。該著作收錄在《大正藏》第五十一册。